# Noga Lubicz Sklar

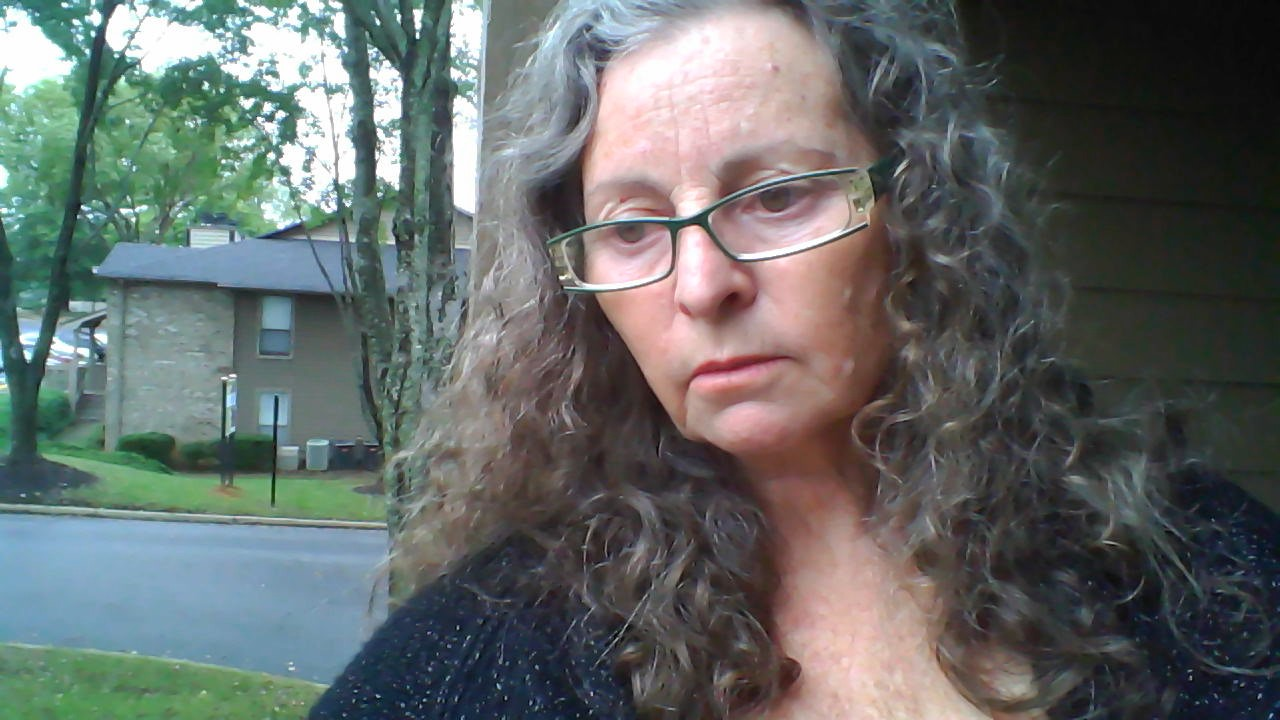

Noga Lubicz Sklar, a.k.a. Noga Sklar, é tradutora, escritora e cronista brasileira, cidadã americana, nascida em Israel. Tem 18 livros publicados, todos com temática autobiográfica. É também editora e CEO na KBR Editora Digital.
Em O Gozo de Ulysses, segundo o jornalista carioca Arthur Dapieve, Noga evidencia, em seu texto incomum — espécie de "diário de bordo de Ulysses" —, uma saudável mistura de insolência e coragem, "como se, daqui do século XXI, mandasse e-mails para o maior mito literário do século XX, fiel ao espírito daquele velho safado". O Gozo de Ulysses foi republicado e atualizado em 2018 pela KBR com o nome Língua.

## Obras
- Eu, Xamã, ensaios, pela KBR, 2008
- Luau Americano, crônicas, edição digital pela KBR, 2009
- Um Kindle pra chamar de meu, crônicas, edição digital pela KBR, 2009
- Dois, meia, meia (profissão: escritor, crítico, redator), crônicas, edição digital pela KBR, 2010
- Hoje não quero chorar, crônicas, edição digital pela KBR, 2010
- Santa Molly, crônicas, pela KBR, 2012
- Sem essa, aranha, crônicas, pela KBR, 2012
- sem graus de separação, romance, pela KBR, 2012
- Autorradiografia, crônicas, pela KBR, 2013
- Kortaki, manual técnico de conversão de ebooks para o formato Kindle, pela KBR, 2013
- Na poltrona do editor, crônicas, pela KBR, 2014
- PT, saudações, pela KBR, 2015
- Welcome to America (versões em inglês e português), pela KBR, 2016
- No Degrees of Separation, pela KBR, 2016
- Amor, duro amor, pela KBR, 2017
- Tough Love, pela KBR, 2017
- As damas de preto, pela KBR, 2018
- Língua, pela KBR, 2018